# Čab
Čab este o comună slovacă, aflată în districtul Nitra din regiunea Nitra, pe malul râului Radošinka⁠(d). Localitatea se află la altitudinea de 152 m deasupra n.m., se întinde pe o suprafață de 8,15 km2 și în 2017 număra 789 de locuitori.

## Istoric
Localitatea Čab este atestată documentar din 1326.

## Demografie
| An:                | 1994 | 2004 | 2014   | 2024   |
| ------------------ | ---- | ---- | ------ | ------ |
| Număr de persoane: | 0    | 713  | 779    | 769    |
| Diferență:         |      | –    | +9,25% | −1,28% |

| An:                | 2023 | 2024   |
| ------------------ | ---- | ------ |
| Număr de persoane: | 780  | 769    |
| Diferență:         |      | −1,41% |